# يعسوبيات طويلة
طويلات الكتف أو المتزحلقات ذات الحزم (الاسم العلمي: Macromiidae)، فصيلة حشرات يعسوبية من مقترنات الأجنحة وتعرف أنواعه باسم الجوّابات أو القاشدات. تميل إلى التحليق فوق المسطحات المائية (والطرق) مباشرة أسفل المنتصف. إنها في الحجم تشبه السرمانيات، لكن عيونها خضراء وشبه بالكاد يكون الجزء العلوي من الرأس.
تقليديًا كانت تعتبر فُصيلة من اليعسوبيات الهراوية (كيربي، 1890). تحتوي على أربعة أجناس و125 نوعًا حول العالم.